# Bosenské pyramidy
Bosenské pyramidy jsou pseudoarcheologický nález poblíž města Visoko v Bosně a Hercegovině. Tyto pyramidy měl v roce 2005[ve zdroji nenalezeno] objevit Semir Osmanagić, bosenský spisovatel žijící v USA. Podle jeho tvrzení jsou tyto pyramidy největší a nejstarší na světě a měli je vybudovat Ilyrové. V oblasti přezdívané „Údolí pyramid“ by se mělo nacházet pyramid celkem 7. Největší z nich mají být Pyramida Slunce, Pyramida Měsíce a Pyramida Draka, spolu mají tvořit trojúhelník o straně dlouhé asi 2,2 kilometru. Pyramida Slunce by měla mít na výšku 220 metrů. Předpokládaná doba vzniku pyramid by byla asi 10 000 let př. n. l. Jeho tvrzení však byla z většiny nezávislými tvrzeními vyvrácena.[zdroj?] V roce 2006 zahájil Osmanagić vykopávky. Osmanagić také objevil tunel, který pojmenoval Ravne.
Podle některých tvrzení Osmanagić kopec za komerčním účelem uměle upravuje, aby vypadal jako lidmi vytvořená pyramida a tím znehodnocuje skutečné středověké naleziště.